# Bonczo Genczew
Bonczo Genczew (ur. 7 lipca 1964 w m. Generał Toszewo) – bułgarski piłkarz, grający na pozycji ofensywnego pomocnika lub napastnika.
Z reprezentacją Bułgarii zajął IV miejsce na Mundialu 1994 oraz brał udział w Euro 1996. Jest wychowankiem Dobrudży Dobricz. Następnie grał w Osamie Łowecz, Łokomotiwie Gorna Orjachowica i Etyrze Wielkie Tyrnowo, z którym w sezonie 1990–1991 wygrał rozgrywki ligowe. Później grał w Sportingu, Ipswich Town, Luton Town i w klubach z niższych lig Anglii. Do Bułgarii powrócił jeszcze w 1997 roku i przez dwa lata był zawodnikiem CSKA Sofia. W sezonie 1997–1998, w wieku 34 lat, wywalczył koronę króla strzelców ekstraklasy.

## Sukcesy piłkarskie
- mistrzostwo Bułgarii 1991 z Etyrem Weliko Tyrnowo
- Puchar Bułgarii 1999 i finał Pucharu Bułgarii 1998 z CSKA Sofia
- W 1998 roku był królem strzelców bułgarskiej I ligi.